# Jamaat-e-Islami
De Jamaat-e-Islami (Urdu: جماعتِ اسلامی, Jamaat-i-Islami, Jama'at-i-Islami, "Islam Partij", JI) werd gesticht in de nadagen van het Britse koloniale bestuur in Brits-Indië. JI is de oudste religieuze partij in Pakistan. Het wil niet alleen een religieuze of politieke partij voor haar leden zijn. Het logo bevat een vers uit de Koran: "Ud-Khulu Fis-Silmi Kaffa" hetgeen betekent “Neem de islam als complete leefwijze aan”.

## Grondslag
Haar beweging en grondslag heeft onder meer de volgende twee opmerkelijke stellingen:
- 1 – De mensheid zal alleen vrede en welvaart vinden als het de ware leer van “Allah” accepteert en praktiseert binnen alle gebieden van het leven, vanaf individueel niveau tot nationale en internationale niveaus. Deze leringen zijn verkondigd door profeten tijdens verschillende tijdperken en de laatste profeet van Allah, Mohammed, heeft het laatste boek van God – de Heilige Koran – nagelaten in zijn oorspronkelijke vorm en zijn persoonlijke verkondiging is vastgelegd in verschillende Hadiths die bij elkaar voldoende zijn om een complete leefwet uit samen te stellen.
- 2 – Deze beweging zal niet ondergronds gaan of illegale middelen aanwenden om aan de macht te komen. Het wil de mensen opvoeden tot een eerste begrip van islamitische waarden en participeren in verkiezingen.

JI’s doeleinden zijn de "Iqamat-e-Deen" of "Nizam-e-Mustafa" – de vestiging van een puur islamitische staat, geregeerd door de Sharia. JI is sterk tegen verwesterlijking en ideologieën als socialisme, secularisme en kapitalisme en de daarbij horenden praktijken als bankrente en liberalistische sociale mores.

## Geschiedenis
De partij werd in Brits India opgericht op 26 augustus 1941 door Syedd Abul Ala Maududi als beweging ter promotie van islamitische waarden en het praktiseren hiervan.
De oprichting van de Jamaat-e-Islami vond plaats op 26 augustus 1941 in Lahore door de moslimtheoloog Syedd Abul Ala Maududi.
Bij de opdeling van India tijdens de losmaking van Groot-Brittannië verplaatste de partij zich naar de moslimstaat Pakistan. 
Met ondersteuning van gewone Pakistani organiseerde JI in 1948 een beweging om de regering te overtuigen om een islamitische constitutie te vormen. Als resultaat hiervan werd de constitutionele preambule, algemeen bekend als "Qaraardad e Maqasid" goedgekeurd door de Nationale Assemblee waarin het principe is opgenomen dat alle wetten en amendementen islamitisch dienen te zijn respectievelijk in islamitische zin gewijzigd dienen te worden.
De geschriften van Maududi werden wijd verspreid en kregen veel bijval. Opmerkelijk is dat binnen er binnen JI niemand een positie of verantwoordelijkheid opeist. Het is vanuit de beweging zelf dat zijn topleiders worden aangesteld. Vanwege gezondheidsredenen vroeg Maulana Maududi in 1972 ontslagen te worden van de taken van het dagelijkse leiderschap en verzocht de Shura (de verkozen Raad van Leiders) om iemand anders aan te stellen als Hoofd van de beweging met als titel "Ameer".
Liberale groepen in Pakistan vochten aan of JI wel als politieke partij gezien kon worden en stelden dat de JI een subversieve groepering was. Het Pakistaanse Hooggerechtshof besloot ten gunste van de JI dat ze een "legitieme politieke groepering" is. JI ging in de oppositie van 1950-1977.
In 1976 verveelvoudigde JJ haar straatmacht met 2 miljoen nieuwe leden toen het zwoer om demonstraties te organiseren om en in Islamabad ter invoering van de Sharia. In 1977 vormde Maududi een grote alliantie van rechtse religieuze partijen en startte een burgerlijke ongehoorzaamheidscampagne die leidde tot zijn arrestatie. Inmiddels had JI zoveel macht binnen de islamistische rangen dat de Soennitische regering van Saoedi-Arabië persoonlijk tussenbeide kwam om Maududi’s vrijlating te verzekeren door te dreigen met een ‘revolutie’ in Pakistan.
Nadat JI aanvankelijk de revolutie en het bewind van generaal Muhammad Zia-ul-Haq had gesteund (1977), kwam de partij na 10 jaar uiteindelijk in 1988 in conflict met Zia’s regime over het verbod op Studentenbonden, waaronder de aan de JI gelieerde JTI (Jamiat-i-Tulaba-i-Islam – Islamic Society of Students, kortweg genoemd Islami Jamiat Tuleba). De JTI was een belangrijke rekruteringsbron voor de JI geworden; ongeveer een derde van het leiderschap van de JI was inmiddels afkomstig vanuit de JTI. De JTI werd voortdurend militanter en kwam regelmatig in botsing op de Pakistaanse campussen met andere studenten groeperingen.
Na agressieve acties ter islamisering van Pakistan leidde de JI de shariawetgeving door de Pakistaanse Senaat in 1986. In de loop van de jaren negentig verminderde hun politieke invloed en in de nationale verkiezingen van 1993 kreeg de JI slechts drie zetels in de Nationale Assemblee. Gedurende de democratische periode van 1988-1999 opereerde JI voortdurend als de "eeuwige opponent" van de niet-islamitische bestuurders, terwijl ze gretig kansen aangrepen om de macht te delen, speciaal onder Nawaz Sharif. De coup van generaal Pervez Musharraf werd verwelkomd door de JI, maar zodra Musharraf hervormingen startte, keerden zij zich tegen hem en startten met het prediken van radicaal islamisme, waarschuwend dat “Pakistans toekomst in de islamitische revolutie” ligt en dat partijactivisten“ bereid zijn hun levens op te offeren voor de zaak van de Almachtige Allah en Zijn Profeet”.
Bij de Pakistaanse verkiezingen van 20 oktober 2002 verkreeg Jamaat-e-Islami 53 van de 272 verkozen zetels.
Na de moord op de gouverneur van Pakistans provincie Punjab, Salman Taseer op 4 januari 2011 door zijn eigen beveiliger, sprak de emir van Jamaat-e-Islami Syed Munawar Hasan zijn steun uit voor deze daad en de dader. Ook advocaten en de studentenvleugel van Jamaat-e-Islami (de Islami Jamiat Tuleba) hebben verklaard achter deze daad te staan.
In maart 2014 werd Sirajul Haq tot partijleider (emir van de partij) verkozen ter vervanging van Munawwar Hasan door de Jamaat Arakeen (stemgerechtigde partijleden). Niet eerder in de geschiedenis van de partij was een zittende emir weggestemd.
Binnen Pakistan leidt de JI de alliantie van religieuze partijen de Muttahida Majlis-e-Amal (MMA). JI beschouwd zich als voorhoedepartij, met haar leden als elite (arkan) met verbondenen (mutaffiq) en sympathisanten (hamdard) onder deze elite.

## Vertakkingen
Een onderafdeling, de Jamaat-e-Islami Hind, opereert in India en in de (door Pakistan) omstreden regio Kasjmir opereert de militante tak Jamaat-e-Islami Kashmir.
Na de burgeroorlog in Oost-Pakistan, waaruit Bangladesh is voortgekomen en waarin de JI een militante en omstreden rol vervulde als tegenstander van de onafhankelijkheid van Bangladesh, werd in na 1975 de Jamaat-e-Islami Bangladesh gevormd, die sinds 2013 buiten de wet is gesteld. Er is tevens een tak van JI in Sri-Lanka. De JI heeft sterke banden met internationale islamistische groeperingen zoals de Moslimbroederschap.

De Jamaat-e-Islami heeft een controversiële historie met betrekking tot het orkestreren van geweld tegen de Ahmadiyya gemeenschap, Hindoe en Sikh minderheden en participeerde met het Pakistaanse leger in de etnische zuiveringen tijdens de Bevrijdingsoorlog van Bangladesh. JI is een voorstander van de militaire operaties en ondersteunt en initieert de militante groepen in het conflict om Kasjmir. JI onderhoudt nauwe banden met de Taliban en ondersteunt de acties van wijlen Osama bin Laden en Al-Qaida.

## Beleid
- JI zal er bij iedere stap die zij zet erop toezien dat deze zo veel mogelijk als toegestaan is overeenkomt met de geboden en verboden van de islam.
- Om deze doelstelling te verzekeren zal JI geen toevlucht nemen tot methoden of middelen die conflicteren met waarheid en oprechtheid, of ook maar iets dat tot onrecht zou leiden.
- JI wil revolutie en reformatie brengen op constitutionele wijze, onder andere door propaganda en prediking van haar gezichtspunten en door verandering van de gedachten van de mensen, door karaktervorming en door beïnvloeding van de publieke opinie in overeenstemming met haar principes en beleid.
- JI wil haar principes en beleid niet invoeren door ondergrondse operaties; in plaats daarvan zal zij alles in het openbaar uitvoeren.

## Visies
JI neemt niet alleen deel aan de politiek maar beschouwt dit als integraal onderdeel van haar religie.

### Wetgeving
Wetgeving die niet de superioriteit van Allahs boek (De Koran) en de Soenna van de Profeet erkent, maar in tegenstelling stelt dat de hoofdlijnen en details van alle onderdelen van het leven beslist mogen door mensen en dat wetgeving als zodanig dus niet afgeleid hoeft te zijn van Allahs wetten en eventueel regelgeving vaststelt ingaande tegen Allahs wetten, kan niet overeenstemmen met de Koran en Soenna.

### Vrouwenrechten
JI stelt dat de moslimvrouw spiritueel en intellectueel gelijkwaardig is aan de man. JI’s positie inzake vrouwenrechten wordt bepaald door het islamitische standpunt die meer waardigheid aan haar positie geeft dan het internationale standpunt inzake gelijkberechtiging.
Anders dan Westerse idealen worden vrouwen niet geacht dezelfde rol te hebben als mannen (bepaald door haar biologische geaardheid) maar zowel mannen als vrouwen hebben verschillende maar gelijkwaardige rechten en plichten.
Alles wat een vrouw verdient is ter haar eigen beschikking, voor persoonlijk gebruik of als deel van het familiebudget, zoals zij wil. Zij dient echter haar echtgenoot te erkennen als de persoon die verantwoordelijk is voor alle familieaangelegenheden en hem gehoorzaam te zijn, zelfs als zijn oordeel niet acceptabel voor haar is, voor zover hij de grenzen gesteld door de islam niet overschrijdt.
JI vindt dat moslimvrouwen het recht op bezit hebben na een scheiding. Echter de man ontvangt twee keer zoveel als de vrouw van hun gedeelde bezit. Dit aangezien de man geacht wordt te zorgen voor het onderhoud van alle vrouwen en kinderen van zijn gezin, is dit als redelijk te bezien temeer omdat het deel voor de vrouw alleen haarzelf toekomt.
Als een vrouw in het publiek uitgaat, wordt zij geacht kleding te dragen die alle delen van haar lichaam bedekt met uitzondering van handen en gezicht en zodanig dat haar (vrouwelijke) vormen niet onthuld worden. Ook mannen worden geacht netjes gekleed te gaan, in de praktijk worden hier echter minder eisen aan gesteld, aangezien het de vrouwen zijn die meer gevaar lopen (zoals verkrachting). Vrouwen worden geacht om ingetogen kleding te dragen die haar beschermt tegen aanvallen van vreemden en die vreemden minder in verleiding brengt als deze naar haar kijken.

### Overspel en verkrachting
Onmacht om verkrachting te bewijzen voor de rechtbank leidt tot het risico voor de vrouw van veroordeling voor het valselijk beschuldigen van een onschuldige man van overspel waarvoor minder sterk bewijs nodig is en de vrouw kan, ingeval ze getrouwd is, worden beschuldigd van overspel. Echter, Muhammad Taqi Usmani die verantwoordelijk is voor deze Hudood-verordening (ingevoerd in 1979 op aandringen van de MMA onder aanvoering van de JI), stelt dat ze niet gestraft kan worden als ze niet 4 getuigen kan presenteren. (Opm. in verwachting raken als gevolg van verkrachting wordt echter ook gezien als overtuigend bewijs). De straf op overspel (Zina) conform deze Hudood-verordening is voor getrouwden de doodstraf door steniging en voor ongehuwden 100 stokslagen. In de praktijk werd meestal gevangenisstraf toegepast wegens het ontbreken van voldoende getuigen.
Ten gevolge van internationale druk werd door generaal Musharaf op 15 november 2006 de Vrouwen Beschermingswet door de Nationale Assemblee van Pakistan geleid. Deze wet brengt verkrachting onder Pakistans strafwet die op civiel recht stoelt. Deze wet verhindert de politie om mensen te detineren die verdacht worden van onwettig handelen buiten het huwelijk en vergt in plaats daarvan in beschuldiging stelling bij de rechtbank. Met deze wijziging is overspel en buitenechtelijke seks nog steeds strafbaar maar rechters kunnen verkrachting nu strafrechtelijk afhandelen, waarbij nog steeds vier getuigen benodigd zijn maar ook gebruikgemaakt kan worden van forensisch en omstandig bewijs. De MMA en JI hebben zich verzet tegen invoering van deze Vrouwen Beschermingswet.

### Ontvoering minderjarige meisjes
JeI heeft zich in 2021 met succes in de senaat van Pakistan verzet tegen een wetsvoorstel, om ontvoering en gedwongen bekering van minderjarige meisjes tot de Islam strafbaar te stellen. De regering wilde daarvoor onder meer een minimumleeftijd instellen voor bekering en huwelijk, maar volgens JeI was dit in strijd met de Islam.

### Rechten van niet-moslims
JI stelt: "Het leven, eigendom en de eer van niet-moslims dient gerespecteerd te worden op exact dezelfde wijze als dat van moslims. Er is geen verschil tussen een moslim en een niet-moslimburger met betrekking tot het burgerlijk recht en het strafrecht. De islamitische staat dient zich niet te bemoeien met de persoonlijke rechten van niet-moslims, die volledige vrijheid van geweten en geloof hebben en vrij zijn bij de uitvoering van hun religieuze riten en ceremonieën."
In tegenspraak hiermee is JI echter van mening dat indien het gaat in een strafproces om het getuigen van een niet-moslim tegen een moslim dat dit niet is toegestaan: alléén moslims mogen getuigen tegen een moslim. Zo ondersteunde de JI ook de zogenaamde Hudoodverordening waarin de bepaling is opgenomen dat indien een moslim wordt beschuldigd van verkrachting, alleen moslimgetuigen (behalve het slachtoffer) toe te staan zijn.

### Geloofsafval
De stichter van de JI heeft tevens een duidelijk standpunt inzake de doodstraf op geloofsafval. Hij schrijft: "Wanneer de doodstraf wordt toegepast in een nieuwe islamitische staat dan is dat conform de islam. Maar er is dan het gevaar dat er danel hypocrieten zullen blijven leven (naast de gelovigen). Deze vormen een continu gevaar van verraad … Mijn oplossing voor dit probleem is: wanneer de islamitische revolutie plaatsvindt, dienen alle niet praktiserende moslims binnen een jaar te verklaren de islam en de moslimgemeenschap te verlaten. Dan zijn na een jaar alle geboren moslims als echte moslims te beschouwen. De volledige islamitische wet zal op hen ten uitvoer worden gelegd. Zij dienen fara id en wajibat van hun religie te praktiseren en iedereen die de islam wil verlaten, wordt geëxecuteerd. Na deze purificatie zal de islamitische gemeenschap een nieuwe start doormaken met alleen moslims die bewust gekozen hebben voor de islam. Er zijn slechts twee manieren om geloofsafval te behandelen: of de afvallige wordt uit de gemeenschap gestoten en wordt een wetteloze zonder burgerschap en laat hem zijn leven behouden of beëindig zijn leven. Het eerste is duidelijk een veel zwaardere straf dan het tweede. Hem doden is te prefereren. Zowel beter voor hem als voor de maatschappij. Dit was het beleid van de Profeet en zijn recht geleide kaliefen."

## Activiteiten
JI is zeer actief op de gebieden van Dawah (prediking en bekering), Tarbiyah (islamitische opvoeding) en Tanzeem (islamitische regelingen, zie externe links) in alle gebieden van Pakistan. Het heeft sterke vertegenwoordigingen in iedere provincie die weer opgedeeld zijn per district, stad en stadswijk. JI heeft tevens eigen bonden voor dokters, onderwijzers en arbeiders en heeft ook een vrouwenbond: de Jamaat Halqa Khawateen (vrouwencirkel).
Zowel de door JI gewenste ‘islamitische theodemocratie’ als de ‘islamitische economie’ zijn niet gerealiseerd en alhoewel JI’s huidige leider, Qazi Hussain, retorisch blijft herhalen dat ‘Allah over 5 jaar in Islamabad zal heersen’ blijft de organisatie nog steeds relatief bescheiden vertegenwoordigd in Pakistan.
JI’s falen in Pakistan wordt echter goedgemaakt door hun buitenlandse successen bij het ondersteunen van islamistische bewegingen en militaire acties. Hun vertrouwen en geloof in de islamitische jihad geeft hen veel krediet bij de Moedjahedien in Afghanistan, Kasjmir en andere opstandige gebieden. Tijdens de Sovjetbezetting van Afghanistan had de JI nauwe banden met militante groepen als de Hizb-i-Islami. JI’s bezigheid met het ‘de moslims de nodige religieuze instructies geven die zij tekortkomen’ is verhullend voor de training en indoctrinatie van duizenden moedjahedien om niet alleen in Afghanistan te vechten maar ook in verder gelegen gebieden als Tsjetsjenië, Bosnië, Sinkiang, Nagorno-Karabach en andere gebieden in Zuidoost-Azië.
Een van de opmerkelijke strategieën van het ISI-JI-verbond in Centraal-Azië is om de Russische Federatie te laten desintegreren en opnieuw samen te smeden tot een nieuwe structuur gedomineerd door conservatieve islamistische regimes.
Vermoed wordt dat de JI (gesteund door de ISI) in Kasjmir trainingskampen heeft waar militanten opgeleid worden voor zowel de ‘bevrijding’ van Kasjmir als voor de ‘Jihad tegen India’.